# شير (مدينة)
شير (دانوب) (بالألمانية: Scheer, Germany) هي مدينة وبلدة ألمانية تقع في ألمانيا في بادن-فورتمبيرغ. يقدر عدد سكانها بـ 2,605 نسمة .